# Giobbe Giopp
Giobbe Giopp (* 28. Januar 1902 in Lamon, Provinz Belluno, Venezien; † 16. Januar 1983 in Mexiko-Stadt, Mexiko) war ein italienischer Ingenieur und Antifaschist.
Er gehörte zu den Beschuldigten, die für das im April 1928 stattgefundene, knapp gescheiterte Attentat auf Viktor Emanuel III. auf der Mailänder Messe verantwortlich gemacht wurden. In den 1920er- und 1930er-Jahren soll er zahlreiche Anschläge auf den faschistischen Diktator Benito Mussolini organisiert haben.

## Biografie
Gioppe Giopp wurde als Sohn von Giuseppe (Luigi) Giopp und Lucia Melchioretto im bellunesischen Lamon geboren, die aus einer dort ansässigen Bauernfamilie stammte und in zweiter Ehe den wohlhabenderen Efisio Melis heiratete. Er studierte in Verona und schloss sein Studium der Elektrotechnik am Polytechnikum Mailand ab. Durch seine universitäre Ausbildung war er mit Chemie und Sprengstoffen vertraut.

### Politische Aktivitäten
Der Beginn seiner politischen Tätigkeit ist spätestens für 1926 anzunehmen, als er die Flucht republikanischer Anführer und derer Familien organisierte.
In den Jahren 1927 und 1928 kam es zu mehreren Angriffen, die laut Aussagen der Polizei alle auf den Ingenieur Giopp zurückzuführen wären: Das Attentat auf das Denkmal Napoleons III., das auf die Eisenbahnlinie Mailand-Rogoredo, auf die Strecke Mailand-Bologna, auf die Oper Kardinal Ferrari und das Erzbistum Mailand.

Einer Notiz eines Polizeispitzels zufolge sollte ein nach Frankreich emigrierter Gesandter der Antifaschistischen Front mit einem kleinen Paket in Mailand eintreffen, das etwas sehr Wichtiges enthielt. Die Polizei vermutete sofort eine Bombe und wartete, nachdem sie den Kurier identifiziert hatte, bis sie den Empfänger kannte, um ihn zu verhaften. Die Verpackung wurde geöffnet und untersucht, und im Bericht des Polizeichefs heißt es, 
„Die mysteriöse Verpackung war in der Tat speziell verpackt, da sie einige kleine Röhrchen mit einer Flüssigkeit enthielt, in der eine Substanz, reiner Phosphor, eingebettet war, die hochgradig zündfähig war. Es handelte sich im Wesentlichen um den Prototyp einer Brandbombe.“

(aus dem Bericht von Guido Leto)
Der organisierte Anschlag auf Viktor Emanuel III. im April 1930 verfehlte sein Ziel um wenige Minuten und forderte 20 Todesopfer. Viktor Emanuel III. duldete infolge der politischen Krise nach Ende des Ersten Weltkriegs die Machtübernahme durch Benito Mussolini und seine Faschistische Partei sowie den anschließenden Aufbau einer Diktatur, an der Viktor Emanuel III. bis 1943 selbst festhielt. Nachdem der Antifaschist Giobbe Giopp neben anderen Verdächtigten für das Attentat verantwortlich gemacht wurde, wurde er von der OVRA im Juli 1930 als politischer Gefangener auf die Insel Ponza verbannt.

### Flucht aus Mailand
Im Juli 1930 wurde er kurzzeitig zum Absolvieren universitärer Prüfungen in Mailand von seiner Haft beurlaubt, was er dazu verwendete, um nach Frankreich zu flüchten.
Über Giopps Flucht aus Mailand schrieb Guido Leto, der Chef der faschistischen OVRA, dass „der als Priester verkleidete Ingenieur Giopp in Mailand der Wachsamkeit der Begleitagenten entging und sich unauffindbar machte“, der Wahrheitsgehalt dieser Darstellung wird jedoch angezweifelt.
Nach seiner Flucht hält er sich in Paris auf, wo er sich antifaschistischen Verbänden anschloss.
Am 6. Dezember 1930 berichtet Giopp in einem Artikel des Manchester Guardian von seinen Erlebnissen in Italien und beschuldigte die Polizei, ihm die Schuld für den Anschlag auf die Mailänder Messe in die Schuhe schieben zu wollen: 
„Anfang Mai ließen mich drei Herren, die sich als Polizeikommissare ausgaben, zu sich kommen, kündigten an, dass man mich erschießen würde, wenn ich meine Komplizen nicht nennen würde, öffneten eine Mappe, auf der 'Pressestelle des Regierungschefs' stand, und überreichten mir drei Tageszeitungen: 'Corriere della Sera', 'Giornale d’Italia' und 'Ambrosiano'. Auf der Titelseite aller drei Zeitungen stand in großen Lettern die Nachricht, dass die Urheber des Attentats in Mailand entdeckt worden waren und dass es sich bei dem Organisator um den Ingenieur Giobbe Giopp handelte, der mit zwei in Paris lebenden Emigranten zusammenarbeitete. Ich habe mich verzweifelt verteidigt … Die Kopien der Zeitungen, die mir vorgelegt wurden, waren Fälschungen. Die drei Inquisitoren hofften, dass ich, erschrocken über die Nachrichten, wer weiß was enthüllen würde.“

(Giobbe Giopp im Manchester Guardian vom 6. Dezember 1930)
Während Giopps Inhaftierung versuchte die politische Polizei auf verschiedene Weise, mehr über sein personelles Netzwerk und die Hintergründe der Attentate, denen er bezichtigt wurde, zu erfahren, wobei alle Versuche scheiterten. Die Polizei versuchte unter anderem, seine langjährige Liebschaft – die lamonesische Apothekerstochter Fanny Susin – durch Lügen zum Verrat von Giobbe Giopp zu bewegen.
Der zukünftige Chef der politischen Polizei, Leto, beschreibt ihn als „ein hochintelligentes Subjekt mit blitzschnellen Reflexen, statt kalt und teilnahmslos, unempfindlich gegenüber jeder dialektischen Falle.“

## Vermeintliche Arbeit für die politische Polizei Italiens
Im weiteren Verlauf der Geschichte wurde Giobbe Giopp mehrmals beschuldigt, im Auftrag der italienischen politischen Polizei als Spion zu agieren. Demzufolge habe Giopp nach Ansicht einiger Antifaschisten, als Agent provocateur im Auftrag der italienischen Polizei agiert. Ernesto Rossi wies darauf hin, wie Giopp in Frankreich „sofort begann, Zwietracht unter den Ausgestoßenen zu säen und zu behaupten, dass das einzige, was zu tun sei, terroristische Anschläge seien“.
Dem Historiker Mimmo Franzinelli zufolge gab Giopp, um zu entkommen, vor, den Vorschlag von OVRA-Chef Guido Leto anzunehmen, die Antifaschisten zu infiltrieren. Im Ausland angekommen, habe er jedoch den Pakt gebrochen und seine Aktivitäten gegen das Regime wieder voll aufgenommen. Zusammen mit dem ehemaligen Parlamentsabgeordneten Cipriano Facchinetti gründete er laut Franzinelli eine kleine republikanische Gruppe, Giovane Italia (nicht zu verwechseln mit dem gleichnamigen, früheren Vereinigung Giovane Italia): dort habe sich Facchinetti um die politische Linie gekümmert, Giopp habe demonstrative Aktionen durch Anschläge vorbereitet. Er habe am Stadtrand von Paris ein Labor zur Herstellung von Sprengstoff eingerichtet und mit Domenico Bovone zusammengearbeitet. Franzinelli zufolge wurde Giopp von der faschistischen Polizei durch verschiedene Doppelagenten genauestens überwacht. Tatsächlich wurden dessen terroristischen Aktivitäten mehrfach dazu benutzt, die Exilanten zu diskreditieren.
Im Jahr 1937 nahm er am Spanischen Bürgerkrieg teil. Insbesondere versuchte Giopp zusammen mit Umberto Tommasini, Giovanni Fontana und Alfredo Cimadori vergeblich, die in Ceuta vor Anker liegenden franquistischen Schiffe zu unterminieren. Aber auch in Spanien waren seine Aktivitäten so umstritten, dass der Historiker Gaetano Salvemini Giopp als einen der gefährlichsten Spione der italienischen Geheimpolizei brandmarkte. Außerdem wurde Salvemini darüber informiert, dass Giopp „von Oktober 1935 bis Juli 1939 von einem Beamten der italienischen Botschaft in Paris im Auftrag des Ministeriums für Presse und Propaganda eine üppige monatliche Zahlung erhielt“. 1941 wurden einige aus Spanien zurückgekehrte Anarchisten in Ventotene eingesperrt, wo sich auch Ernesto Rossi aufhielt. Sie erzählten ihm, dass ein kommunistisches Gericht sowohl Giopp als auch seinen Freund Alfredo Cimadori wegen Hochverrats zum Tode verurteilt hatte, dass sie aber am Ende durch das Eingreifen der französischen und spanischen Freimaurerei gerettet werden würden. Nach seiner Rückkehr nach Frankreich habe Giopp noch einige Zeit Spionagetätigkeiten ausgeübt, bis er 1938 nach Mexiko zog, wo er eine Karriere als Ingenieur verfolgte.

In der Nachkriegszeit verklagte Giopp laut dem Historiker Franzinelli Ernesto Rossi und Gaetano Salvemini, um sich gegen den Vorwurf zu wehren, ein Spion zu sein: Bei dieser Gelegenheit gelang es ihm laut Franzinelli zu beweisen, dass es sich bei dem Spion in Wirklichkeit um den fast gleichnamigen Journalisten Mirko Giobbe handelte, der später während der italienischen Sozialrepublik Direktor der Florentiner Zeitung La Nazione war. Franzinelli schreibt in einem Auszug aus seinem publizierten Artikel „Zur (kritischen) Nutzung von Polizeiquellen“:
„Und zwangsläufig gibt es auch Fehler: Ich habe selbst welche gemacht, man kann sich leicht irren, es gibt tatsächlich Fälle von Homonymie, Halbhomonymie, und man läuft Gefahr, Glühwürmchen für Glühwürmchen zu halten. Zu denjenigen, die Fehler gemacht haben, gehört zum Beispiel Rossi selbst, der in einer anderen Situation von Gaetano Salvemini in die Irre geführt wurde. Versetzen wir uns in die subjektive Perspektive dieser Dissidenten, die im Exil oder im Gefängnis sind, dann fällt das Regime und es ist klar, dass sie eine lebhafte, legitime Neugier haben, sie wollen wissen, wie die Dinge gelaufen sind. Salvemini hat sich aus den Vereinigten Staaten Mikrofilme schicken lassen (noch eine Sache, die man sich bei polizeilichen Quellen merken muss: in den Vereinigten Staaten gibt es Fotokopien von Dingen, die in unseren Archiven nur schwer einsehbar sind), und auf diesen befinden sich Zahlungsquittungen, die von denjenigen unterschrieben sind, die Geld von der Ermittlungsabteilung der italienischen Botschaft in Paris entgegengenommen haben; eine immer wiederkehrende Unterschrift ist ,Giobbe'. Salvemini berät sich mit Rossi, und sie haben eine Eingebung: es handelt sich um Giobbe Giopp, eine Randfigur, über die nicht viel bekannt ist, ein republikanisch-individualistischer Antifaschist, den Leto etwa zehn Jahre lang in Italien und auch im Ausland bespitzelt hat. Rossi und Salvemini schreiben in der Wochenzeitung ,Il Mondo', dass Giobbe Giopp ein Spion ist, und dieser verklagt sie. Schließlich stellen sie fest, dass es sich bei dem Söldner um Mirco Giobbe handelt, einen faschistischen Journalisten aus Florenz, Herausgeber der Zeitung ,Tribuna'. Manchmal kommt es zu Irrtümern, wenn man glaubt, dass ein Argument eine Verurteilung stützt, und es sich nach sorgfältiger Analyse als falsch herausstellt.“ 